# Geschichte Pinkafelds
Die Geschichte Pinkafelds begann vor etwa 6000 Jahren. Anhand von Funden und Dokumenten lässt sich die Geschichte der Stadt Pinkafeld von der Jungsteinzeit über die Römer und Kelten, das Herrschaftsgebiet Karls des Großen bis hin zur Zeit unter den Habsburgern im Königreich Ungarn nachvollziehen. Seit 1920 gehört Pinkafeld zu Österreich und hat sich seither zu einer Schul- und Hochschulstadt entwickelt.

## Urgeschichte und Antike

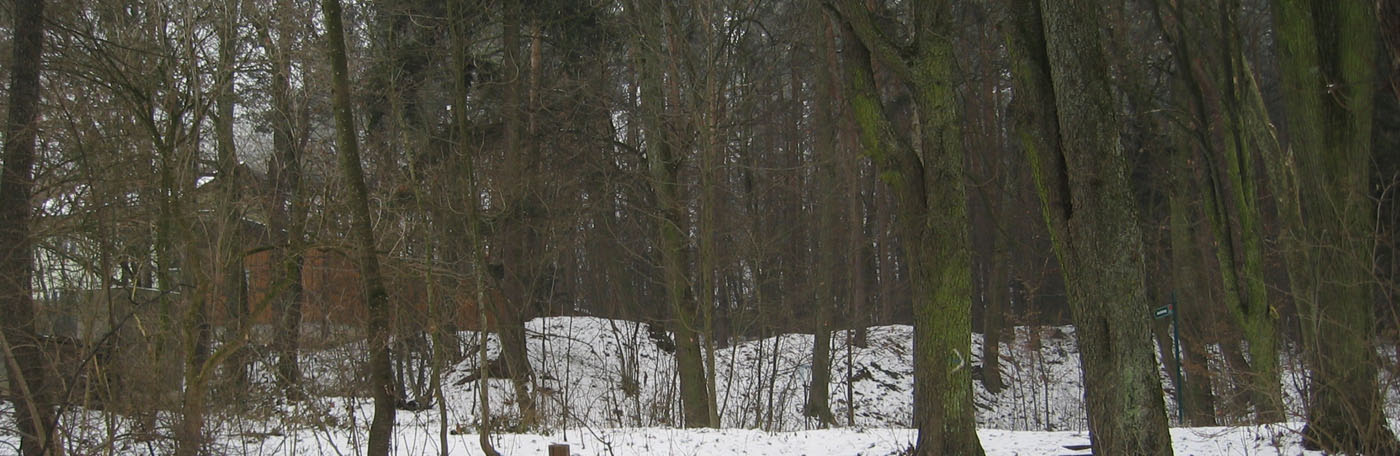
Hügelgräber im Stadtpark sind stumme Zeugen der Römerzeit

Die ältesten prähistorischen Fundstücke aus dem Pinkafelder Stadtgebiet stammen aus der Jungsteinzeit (in Mitteleuropa von 5600/5500 v. Chr. bis Ende des 3. Jahrtausends v. Chr.). Bei Ausgrabungen im Sommer 2002 wurden 6000 Jahre alte Funde geborgen, die bezeugen, dass das Gebiet schon in der Jungsteinzeit besiedelt war. Aus der Bronzezeit sind derzeit keine Funde mit Bezug zu Pinkafeld bekannt. In der Eisenzeit haben die Kelten Spuren im Gemeindegebiet hinterlassen. Ihre Siedlung lag im Bereich des heutigen Bahnhofs Pinkafeld. Die Kelten betrieben in der La-Tène-Zeit (5.–1. Jahrhundert v. Chr.) eine Eisenverhüttungsanlage, deren Überreste sich im Lamplfeld erhalten haben.

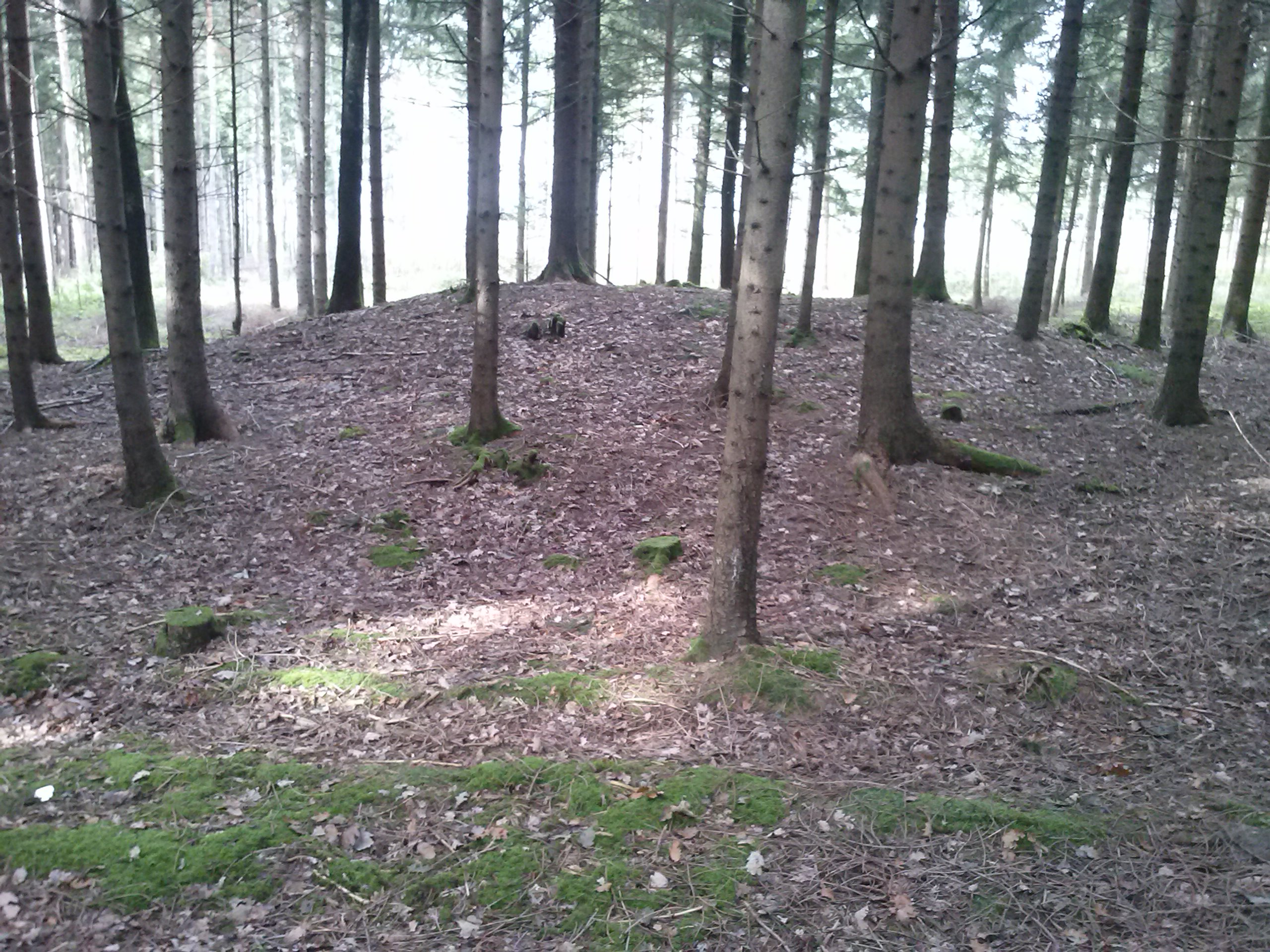
Grabhügel der Hallstattzeit in Pinkafeld

Diese Anlage wurde in der Antike von den Römern übernommen und dürfte in eine Altstraße von Königsdorf in das Wiener Becken eingebunden gewesen sein. Die Straße verlief von Süden kommend – fast durchwegs gleichlaufend mit heute bestehenden Wegen und Straßen – entlang des östlichen Randes des Lafnitztales über Dobersdorf und Rudersdorf bis zur Pfarrkirche Wolfau, danach östlich des Stögersbaches über Kitzladen, Loipersdorf bis Grafenschachen und danach wahrscheinlich ungefähr über die Trasse der Wechsel Straße.
In der Römerzeit war das Gebiet des heutigen Burgenlands Kernland der Provinz Pannonien (9 bis 433). Rund um Pinkafeld bestehen heute noch viele Hügelgräber, die zum Beispiel im bewaldeten Stadtpark hinterm ehemaligen Eisteich noch sehr gut erkennbar und stille Zeugen dieser Epoche sind. Zum Zeitpunkt ihrer Öffnung in den 1920er Jahren enthielten diese Gräber vorwiegend Knochen, wenige Fragmente von Gefäßen und eine römische Münze.

## Mittelalter

### Frühmittelalter

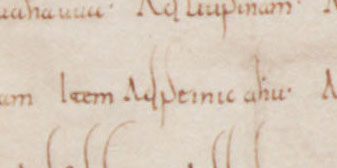
Ausschnitt aus der Urkunde König Ludwigs des Deutschen vom 20.11.860: „item ad Peinicahu“.

Über Pinkafeld zur Zeit der Völkerwanderung (375–568) ist derzeit nichts bekannt. Vom 6. Jahrhundert bis zum 8. Jahrhundert (Frühmittelalter) herrschten die Awaren über das Gebiet des heutigen Burgenlandes. Unter ihrer Herrschaft fand eine Besiedlung mit den tributpflichtigen Slawen statt. Wie man aus der Namenkunde weiß, entstammt der Flussname „Pinka“ der slawischen Sprache. Zwischen 791 und 803 unterwarf Karl der Große nach zahlreichen Feldzügen die Awaren. Noch während der Awarenkriege setzte die Christianisierung des Gebietes ein. Nach der Eroberung des Awarischen Hrings wurde das Gebiet um den Plattensee der Salzburger Kirche zur Mission übergeben, und nach 803 entsandte Bischof Arn seine Priester nach Unterpannonien. Im Interesse von Salzburg wurde in Pannonien allerdings kein eigener Bischof eingesetzt.
Pinkafeld war nun Teil des Fränkischen Reiches unter Karl dem Großen, der zur Sicherung seiner Grenzgebiete eine Reihe von Marken einrichtete. Pinkafeld gehörte zum Bairischen Ostland, auch Marcha orientalis genannt, das einem eigenen Präfekten mit Sitz in Lorch unterstand. Zunächst war das Gebiet um Pinkafeld im Besitz der karolingischen Könige.
Große Teile des eroberten Landes vergaben die Könige als Lehen oder Eigengut an verdiente Adlige, Kirchen oder Klöster. Infolge dieser Landschenkungen kamen zahlreiche fränkische Siedler (vor allem aus Baiern) und erstmals die deutsche Sprache ins spätere Burgenland.
Im Jahre 830 legte der König von Baiern Ludwig der Deutsche im Zuge einer kirchlichen Reorganisation die Raab als kirchliche Grenze zwischen Salzburg (nördlich der Raab) und Passau (südlich der Raab) fest,
womit Pinkafeld bei der Diözese Salzburg blieb. Nach der Teilung des Fränkischen Reichs zwischen den Enkeln Karls mit dem Vertrag von Verdun im Jahre 843 wurde Pinkafeld ostfränkisch. Die weltliche Verwaltung der Pinkafelder Gegend unterstand dem Herren der Grafschaft Steinamanger Rihheri und ab 860 Odalrich. Bekannte Lehensbesitzer der Ländereien um Pinkafeld waren Isaak und Engildeo. Das Lehen Engildeos befand sich aber ursprünglich im Einflussbereich des Plattensee-Fürstentums von Pribina und Kocel. Erinpert, der Kirchenherr zu Pinkafeld, hatte diese Lehen von Kocel noch zu Lebzeit seines Vaters Pribina erhalten und an das Bistum Salzburg weitergegeben.
Im Zuge der kriegerischen Auseinandersetzungen des Prinzen Karlmann, der nach mehr Macht im Bairischen Ostland strebte, gegen seinen Vater, den nunmehrigen König des Ostfrankenreichs Ludwig dem Deutschen, kam es (vermutlich) zur ersten urkundlichen Erwähnung der heutigen Stadt. Am 20. November 860 schenkte König Ludwig dem Erzbischof von Salzburg Adalwin (Adaluuinus) unter anderem das Gut „ad Peinicahu“, das die Salzburger Kirche zuvor bereits als Lehen innehatte.
Der König wollte mit dieser Schenkung seine Stellung gegenüber dem aufständischen Sohn stärken. Unter Historikern ist umstritten, ob es sich bei dem genannten Ort Peinicahu tatsächlich um das heutige Pinkafeld handelt. Diesfalls würde es sich um die älteste Urkunde handeln, die einen Ort im heutigen Burgenland benennt. Das Lehen Isaaks (bei Oberwaldbauern, Unterwaldbauern oder in Sinnersdorf) schenkte möglicherweise König Arnulf von Kärnten im Jahr 891 ebenfalls dem Salzburger Erzbistum. Die diesbezügliche Urkunde ist allerdings eine Fälschung.
Um 900 nahm das magyarische Reitervolk das Gebiet in Besitz. Seit dieser Zeit gehörte das Gebiet des heutigen Burgenlands und damit auch das Gebiet Pinkafelds für über 1000 Jahre überwiegend zum Königreich Ungarn. Zur Sicherung des ungarischen Reiches entstand im Gebiet des heutigen Bezirks Oberwart eine Kette von ungarischen Grenzwächterposten. Aus den Grenzwachen entstanden später unter anderen die Ortschaften Oberwart und Unterwart, Oberschützen und Unterschützen, Siget in der Wart, Spitzzicken, Eisenzicken und Kotezicken. Das Gebiet Pinkafelds lag im Niemandsland (Gyepűelve) zwischen diesen ungarischen Vorposten und den Dörfern an der Grenze zu Karantanien. Nach der so genannten „Landnahme“ durch die Ungarn kam es zu einer Reihe von kriegerischen Auseinandersetzungen (Ungarneinfälle) zwischen den Magyaren und ihren Nachbarn, die ihren Höhepunkt in der Schlacht auf dem Lechfeld (955) fanden. Der König des Ostfrankenreiches Otto der Große besiegte dabei die ungarischen Reiter, die daraufhin sesshaft wurden und ihre Grenzen bis hinter den Wienerwald zurückzogen.

### Hochmittelalter
Die Ungarn nahmen nun friedliche und familiäre Beziehungen zum Westen auf. Auf Initiative des ersten ungarischen Königs Stephan I. kamen weitere deutschsprachige Siedler ins Burgenland. Im 11. Jahrhundert, zur Blütezeit des westlichen Rittertums, Lehnswesens und Minnesangs (Hochmittelalter) baute König Stephan I. in Ungarn die Verwaltung des noch relativ jungen ungarischen Staatsgebildes aus und richtete Komitate als weltliche sowie Bistümer als kirchliche Verwaltungsbezirke ein. Zu dieser Zeit entstand das Komitat Eisenburg, dem Pinkafeld bis zur Entstehung des Burgenlandes im Jahr 1921 überwiegend angehörte hat. In kirchlicher Hinsicht unterstand Pinkafeld ab dem 11. Jahrhundert dem Bistum Raab.
Die Besiedlung der benachbarten (heutigen) Oststeiermark begann um das Jahr 1122 und war gegen Ende des 13. Jahrhunderts abgeschlossen. Die ersten Siedler kamen aus dem jetzigen Ober- und Niederösterreich. Das eigentliche ungarische Besiedlungsgebiet begann erst jenseits ihrer Grenzposten, das Niemandsland davor war nahezu menschenleer. Die Besiedlungsgeschichte Pinkafelds könnte daher in engem Zusammenhang mit jener der Oststeiermark stehen, und möglicherweise bauten diese Ober- und Niederösterreicher auch die ehemalige Pinkafelder Siedlung der Karolingerzeit weiter aus.

### Spätmittelalter

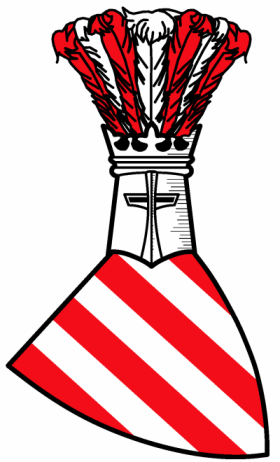
Wappen der Güssinger Grafen: bis 1327 waren sie die Besitzer Pinkafelds

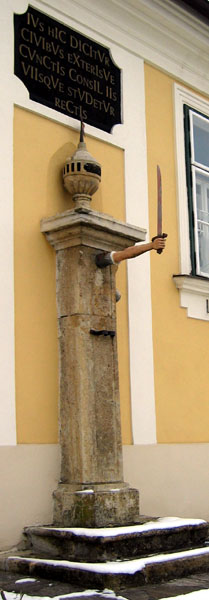
Pinkafelder Pranger: Symbol der hohen Gerichtsbarkeit

Im frühen Spätmittelalter, zur Zeit der Machtentfaltung der ungarischen Oligarchen, gehörte die Siedlung schließlich zum Besitz der Güssinger Grafen. Im Zuge der Güssinger Fehde (1289/90) fiel Pinkafeld neben zahlreichen anderen Orten der Region (beispielsweise Ödenburg, Güns, Schlaining, Stegersbach) in die Hände des österreichischen Herzogs Albrecht I. von Habsburg. Nachdem die Siedlung und deren Befestigungswerke (Wehrkirche, Erdwerke, Palisaden) während der Güssinger Fehde 1289 zerstört worden waren, wurde sie ab 1291 Teil der Herrschaft Bernstein. 1327 kam es zur Schlacht bei Güns zwischen König Robert von Anjou und den Güssinger Grafen. Die Burg und die Herrschaft Bernstein und damit Pinkafeld gelangten unter König Ludwig dem Großen in die Verwaltung der ungarischen Krone.
Durch Ludwig den Großen gefördert, erreichte die Stadt 1397 in wichtigen Bereichen die Unabhängigkeit von Bernstein. Der neue Grundherr in Bernstein, Nikolaus von Kanizsay, der 1388 Burg und Herrschaft Bernstein in Pfand nahm, verlieh Pinkafeld 1397 eine vom Kastellan unabhängige hohe und niedere Gerichtsbarkeit und das Recht seine Richter selbst zu wählen. Daraufhin verlieh er das Markt- und Mautrecht und gestattete den Pinkafeldern, die Pflicht zur Robot durch eine einmalige Zahlung in Geld abzulösen. Pinkafeld wurde Handelsmittelpunkt der Herrschaft Bernstein. Es war allen Untertanen gestattet auf dem Pinkafelder Markt zu handeln, ohne hier Marktzoll zu bezahlen. Die Wochenmärkte dauerten von Dienstagnachmittag bis zum Donnerstag.
Im 15. Jahrhundert war der Dreißigstzoll (der Grenzzoll wurde in Ungarn „Dreißigst“ genannt) eine Aus- und Einfuhrabgabe, die in den Schatz des Königs floss. Die Kaufleute mussten an der Zollstelle ein Dreißigstel des Werts ihres Wagenvorrates abliefern. Unter der Herrschaft der polnisch-litauischen Jagiellonen wurde 1498 das Netz der königlichen Einhebungsstellen geregelt. In Pinkafeld sowie in Kaltenbrunn und Rudersdorf waren Dreißigstämter. Diesen übergeordnet war das Hauptdreißigstamt in Steinamanger.
Der überdurchschnittlich hohe Anteil an Berufsnamen als Familiennamen (wie Lederer, Hafner, Müllner) weist darauf hin, dass im Mittelalter das Handwerk die beherrschende Wirtschaftsform gewesen sein dürfte. Die Erzeugnisse der Bauern dienten nur der Eigenversorgung. Im ganzen Bezirk war der Weinbau weit verbreitet. Der Wein der Batthyányschen Hofkellereien in Pinkafeld wurde im 16. Jahrhundert im Gegensatz zum Wein der weiter östlich gelegenen Herrschaften (wie Eisenberg) allerdings als „gar schlecht und gering“ bezeichnet und „daraus nit einmal Essig werden mag“.
Die Weinrebe zog sich auf Grund der Klimaverschlechterung in der zweiten Hälfte des 17. Jahrhunderts immer weiter nach Osten zurück. Schon 1710 fand sich keine Spur mehr von den Pinkafelder Weingärten. Das Badhaus des mittelalterlichen Pinkafeld diente vermutlich vorzugsweise dem leiblichen Wohl der Herrschaft.

## Die Zeit im Haus Österreich 1463–1644

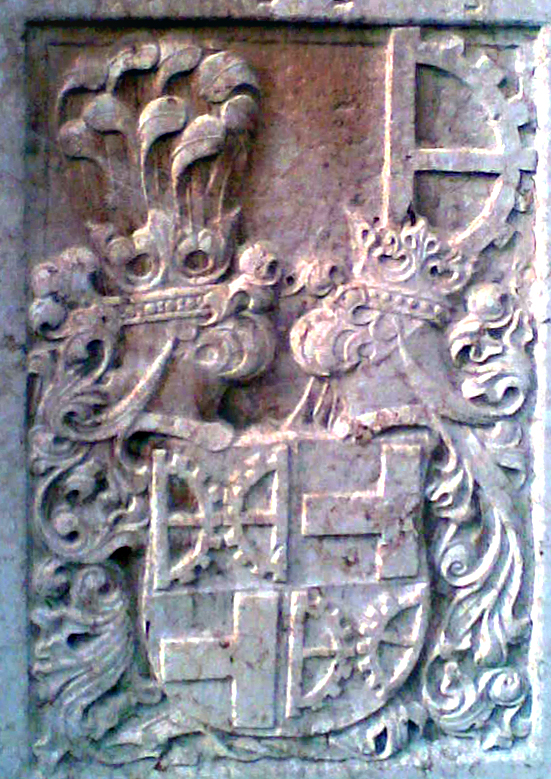
Wappen der Familie Königsberg, der Inhaber der Herrschaft in Pinkafeld von 1517 bis 1644

### Politik, Wirtschaft und Religion

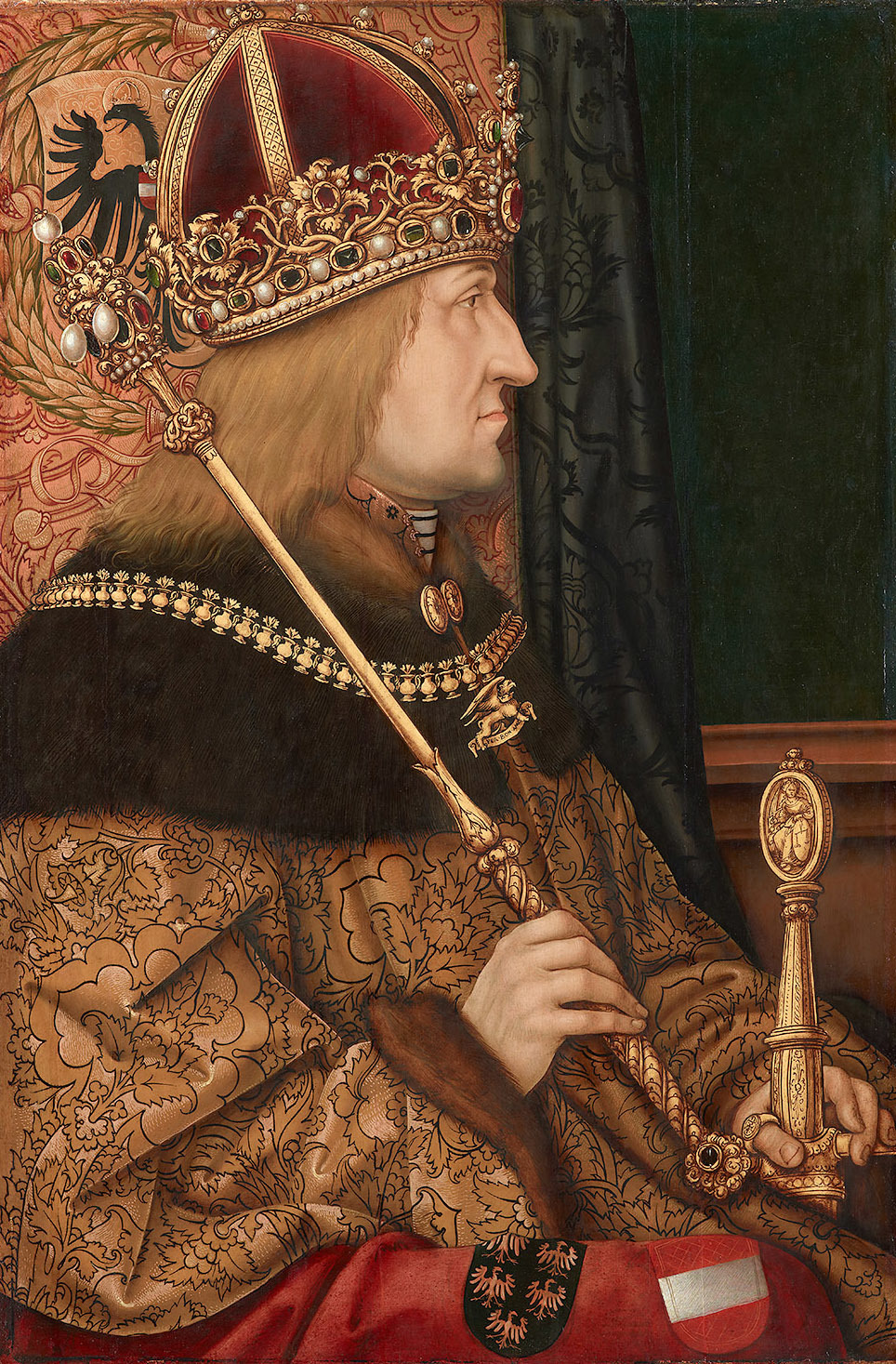
Kaiser Friedrich III. wurde 1459 bei Pinkafeld von ungarischen Truppen überfallen.

König Friedrich III. erhielt 1445 die Ortschaft Pinkafeld als Pfand. Er bestätigte die bestehenden Privilegien und erweiterte sie um die Zollfreiheit. In den nächsten Jahren eroberte er die größten westungarischen Burgherrschaften. Erst kurz zuvor, am 17. Februar 1459, von 25 oppositionellen ungarischen Magnaten auf Burg Güssing zum ungarischen Gegenkönig gewählt, wurde er am 14. April 1459 von Truppen des ungarischen Königs Matthias Corvinus am Lamplfeld im Süden der heutigen Stadt überfallen und damit zum Rückzug aus Pinkafeld gezwungen. Weitere Habsburgerherrscher, die die Pinkafelder Vorrechte bestätigten, waren unter anderen König Ferdinand I. und die Kaiser Rudolf II. (1580), Mathias (1610), Ferdinand II. (1623) und Ferdinand III. (1638).
1463 kam der Ort mitsamt der Herrschaft Bernstein im Vertrag von Ödenburg-Wiener Neustadt wieder zu Habsburg und blieb danach beinahe 200 Jahre lang beim Haus Österreich. 1517 erhielten die Königsberger die Herrschaft Bernstein. Die Königsberger Ritter waren Anhänger der Reformation und brachten den Evangelischen Glauben nach Pinkafeld. Zwischen 1576 und 1644 wurde die zuvor römisch-katholische Pinkafelder Pfarre durch protestantische Prediger betreut.
In der Folge der Gegenreformation kamen um 1600 aus den benachbarten Habsburgerländern zahlreiche protestantische Emigranten nach Ungarn, wo günstigere Rechtsverhältnisse für sie herrschten. Neben den größeren Städten wie Pressburg, Ödenburg und Kőszeg war auch Pinkafeld Ziel der Protestanten. Die Pinkafelder Angehörigen des jüdischen Volkes gehörten zu dieser Zeit der jüdischen Gemeinde Schlaining an. Die Niederlassung von Juden war in Pinkafeld zeitweilig durch Gemeinderatsbeschluss verboten.
Gegen Ende des 16. Jahrhunderts schlossen sich die Pinkafelder Handwerker den „Hauptladen“ von Wien oder Wiener Neustadt an, deren Einzugsgebiet die Herrschafts- und Landesgrenzen überschritt, und übernahmen deren Handwerksordnungen. Die Handwerker verkauften ihre Waren auf den Jahr- und Wochenmärkten in Pinkafeld und belieferten Märkte der ungarischen Tiefebene wie beispielsweise Jánosháza, Káld und Sárvár. Erst Ende des 18. Jahrhunderts, nachdem Steinamanger zur Bischofsstadt erhoben wurde, ging die vorherrschende Stellung der Pinkafelder (und Rechnitzer) Handwerker zurück. Die ersten Hausapotheken der Herrschaft sind für das 17. Jahrhundert belegt.

### Zeit der Türkenkriege

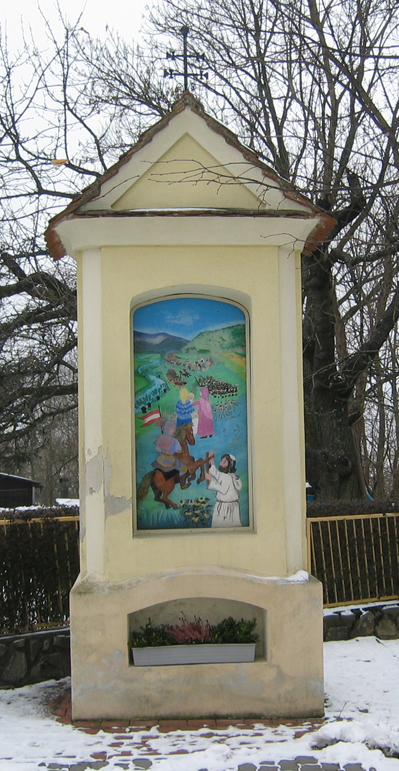
Türkenkapelle zur Erinnerung an die Türkenkriege

Von 21. September bis 15. Oktober 1529 belagerte das türkische Heer erfolglos die Stadt Wien. Der Rückzug von dieser ersten Wiener Türkenbelagerung erfolgte über Ungarn nach Süden. Türkische Streifscharen, die abseits des Hauptheeres in das Landesinnere vorstießen, zündeten Bauernhöfe an, stahlen Vieh, erschlugen mancherorts die Bewohner oder entführten sie in die Sklaverei. Als Angehörige der so genannten Lehensreiterei waren sie vorwiegend auf Plünderungen aus, da sie keinen festen Sold erhielten. Auch Pinkafeld wurde während des Rückzugs der türkischen Armee im Jahre 1529 geplündert.
1532 zogen die Türken mit mehr als 100.000 Mann über Steinamanger abermals nach Wien. Ab 5. August belagerten sie die Stadt Güns (→Belagerung von Güns). Wieder zogen türkische Streifscharen durch das Umland und lieferten sich Gefechte mit steirischen und ungarischen Truppen, die versuchten die türkischen Einheiten zu stoppen. Die Besatzung von Güns setzte sich erfolgreich und lange genug zur Wehr, so dass sich rund um Wien ein großes Heer gegen die Türken bilden konnte. Nun entschloss sich Sultan Süleyman I. den Vormarsch auf Wien einzustellen und wandte sich mit seinen 100.000 Mann nach Westen. Dieser Marsch ging auch über Pinkafeld. Erst bei Kirchberg an der Raab zog das Heer Richtung Süden.
Die angerichteten Verwüstungen sind im historischen Werk des Deschelalsade Nisandschibaschi nachzulesen: „Das deutsche Land ward rings verbrennet und gesengt, des Himmels reine Luft mit dichtem Rauch vermengt, und jeder Zufluchtsort ungläubiger Gebete verheeret und verkehrt in eine wüste Stätte.“ Christoph Ramschüssel von Schönegg schrieb am 23. August 1532 über das Eindringen einer 3000 Mann starken türkischen Streitmacht am 20. August in die Nordoststeiermark: „Die fünf Eigen auf dem Ungarischen, Pinkafeld und der Schachen sind alle dahin, ebenso Stegersbach, auch was in der Nähe des Schlosses liegt, alles dahin.“ Pinkafeld wurde im Jahr 1532 vollkommen zerstört.
Im Zusammenhang mit den kriegerischen Auseinandersetzungen der Habsburgerzeit steht auch der Einbruch der bäuerlichen Wirtschaftsstruktur, der durch die Pest und Heuschreckenschwärme (1477, 1478 und 1480) noch gefördert wurde.

## Die Zeit im Königreich Ungarn 1644–1918

### Die Grundherrschaft Batthyány

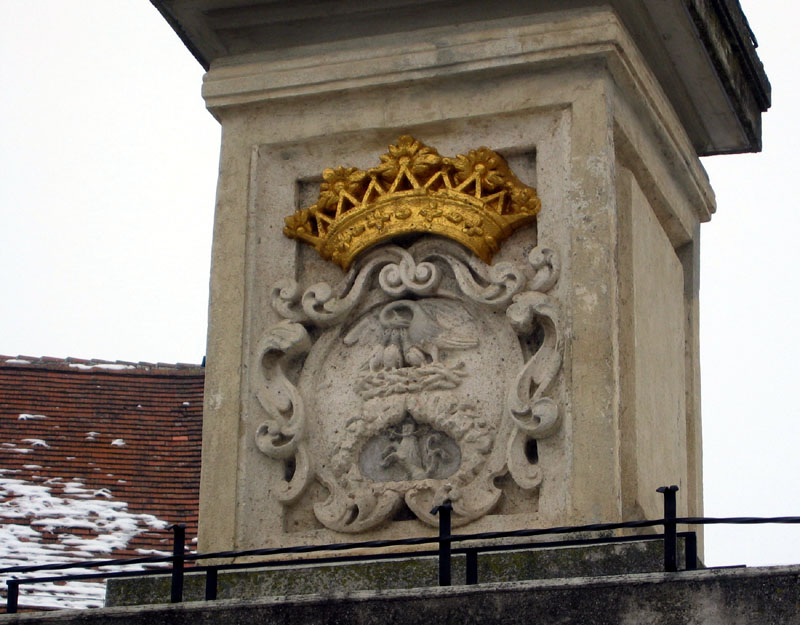
Über 200 Jahre Herrschaft in Pinkafeld: Wappen der Familie Batthyány an der Mariensäule

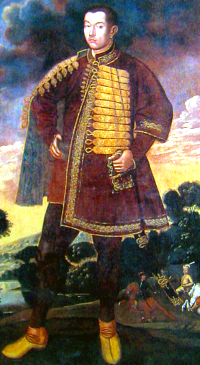
Paul I. Batthyány: Erster Inhaber der selbständigen Herrschaft Pinkafeld

Gegen Ende des Dreißigjährigen Krieges wurden die Grenzherrschaften wieder der ungarischen Krone eingegliedert. Nach etwa 200 Jahre Habsburgerherrschaft erwarb Ádám Batthyány am 28. Juli 1644 Bernstein von den Königsbergern. Zunächst blieb das Gebiet allerdings noch bei Österreich, bis am 10. und 14. Juni 1649 die Herrschaft Bernstein mitsamt Pinkafeld feierlich in das Ungarische Reich übergeführt wurde. Auch Ádám Batthyány bestätigte die alten Freiheiten der Pinkafelder Bürger.
Die Familie Batthyány spaltete sich drei Jahre nach Ádáms Tod († 1659) im Jahre 1662 in zwei Linien, und die Güter der Familie wurden mit Ausnahme der Festung Güssing auf die beide Linien aufgeteilt. Paul I. von Batthyány übernahm neben Bernstein auch die Herrschaft Pinkafeld. Das Batthyány-Schloss wurde zum Mittelpunkt der Herrschaft. Zur Herrschaft Pinkafeld unter Paul Batthyány gehörten die Ortschaften Riedlingsdorf, Unterschützen, Kroisegg, Jormannsdorf, Bergwerk, Neustift, Aschau, Grodnau, Goberling, Holzschlag, halb Günseck und halb Grafenschachen. Im 17. Jahrhundert entstanden die Pinkafelder Rottensiedlungen Gfangen und Waldbauern.
1669 wurde die Herrschaft Bernstein aus wirtschaftlichen Überlegungen in die Herrschaften Bernstein (Christoph II. Batthyány) und Pinkafeld unter Paul I. Batthyány aufgeteilt. Ab 1674 wurde die Herrschaft Pinkafeld von Graf Ladislaus Csáky vormundschaftlich verwaltet. Zwischen Csáky und der Gemeinde Pinkafeld kam es in der Folge zu Streitigkeiten. Die Gemeinde intervenierte daraufhin bei Kaiser Leopold I. Die Verwaltung der Herrschaft Pinkafeld ging in der Folge an Christoph Batthyány über.
1696/97 wurden die Vorrechte der Stadt von Kaiser Leopold I. bestätigt. Im Jahr 1698 kam es zu einer neuerlichen Teilung der Batthyányschen Herrschaften. Die Brüder Franz und Sigismund Batthyány teilten sich die Herrschaft Pinkafeld. Pinkafeld fiel an Sigismund, der die alten Rechte der Pinkafelder bestätigte. Da Sigismund allerdings die versprochenen Rechte immer wieder missachtete, kam es zu Spannungen mit den Pinkafelder Bürgern, die sich daraufhin an den Kaiser wandten. Und tatsächlich wurde Sigismund 1716 gerichtlich bestraft (gezeichnet von Kaiser Karl VI.). Die Rechtsstreitigkeiten zwischen Graf Sigismund und den Pinkafelder Bürgern wurde von Josef Karl Homma im historischen Roman Der Kampf ums Recht literarisch verarbeitet.
1717 starb Franz Batthyány und die Herrschaft Pinkafeld wurde wieder vereinigt. Zu neuerlichen Streitigkeiten um die Freiheiten des Marktes Pinkafeld kam es 1736. Die königliche Landtafel in Pest hatte, vermutlich auf Betreiben der Pinkafelder Grundherrschaft, die früheren Bestimmungen über Rechte und Pflichten des Grundherrn und des privilegierten Marktes vollständig umgestoßen. Die Pinkafelder wandten sich an Maria Theresia und ihren Gatten Kaiser Franz I. Stephan. Die Angelegenheit wurde vielfach untersucht und es ergingen auch kaiserliche Befehle an die Landschaft, aus Sicht der Pinkafelder Bürger jedoch ohne Erfolg. Auch Kaiser Joseph II. hatte sich noch mit der Angelegenheit zu befassen. 1768 fiel nach wiederholten Verhandlungen schließlich ein Urteil zugunsten der Pinkafelder.
Gräfin Franziska Batthyány zog 1805 als neue Schlossherrin im Pinkafelder Schloss ein. 1808 erhielt ihr Gatte Nikolaus Batthyány die Macht in der Herrschaft Pinkafeld.

### Kriegszeiten
Mitte des 17. Jahrhunderts bis Anfang des 18. Jahrhunderts litt Pinkafeld an den andauernden kriegerischen Auseinandersetzungen mit den Türken. Am 10. August 1664, zur Zeit des 4. Österreichischen Türkenkrieges, versuchten türkische Streifscharen die Ortschaft zu plündern. Es kam zu einem Gemetzel mit Pinkafelder Truppen, die sich auf dem damaligen Friedhofshügel nördlich der katholischen Kirche verschanzt hatten. Die türkischen Angreifer konnten dabei in die Flucht geschlagen werden.
Im Zuge der Zweiten Wiener Türkenbelagerung im Jahr 1684 huldigten die Batthyány dem „Erzfeind“ mit dem Ziel ihre Besitzungen vor dem Schlimmsten zu bewahren. Tatsächlich blieb das Batthyány-Gebiet im Gegensatz zu vielen Orten um Wien, die im Zuge der Belagerung von den Türken dem Erdboden gleichgemacht wurden, vor den Türken weitgehend verschont. Batthyánysche Bauern und Warter Freisassen schlossen sich sogar gelegentlich den Türken und ihnen verbündeten Kuruzzen auf Beutezügen in die benachbarte Steiermark an. Die Steirer revanchierten sich mit Rachefeldzügen auf Batthyánysches Herrschaftsgebiet und überfielen auch Pinkafeld.
Im Zuge der Kuruzzeneinfälle in den Jahren 1704 und 1708/09 wurde auch Pinkafeld geplündert.
1804 rückte eine Abteilung kroatischer Soldaten in den Markt ein und blieb für 14 Tage. Die Cholera, die von diesen Soldaten eingeschleppt wurde, kostete viele Pinkafelder das Leben. Der Pinkafelder Pfarrer Franz Schrattenthaler starb 1805 an der Cholera. Sein Nachfolger wurde der in der Folge für Pinkafeld bedeutende Joseph Michael Weinhofer.
Die Koalitionskriege forderte auch von Pinkafeld manches Opfer. Einige hundert Mann Franzosen zogen 1806 bis 1809 durch den Ort, die in der Steiermark und auf Pinkafelder Gemeindegebiet kampierten. Pinkafelder Bürger gingen als freiwillige Rekruten zu ungarischen Regimentern und man lieferte Frucht, Vieh und Tuch an die französischen Truppen. Die Lieferungen wurden allerdings ordnungsgemäß bezahlt und überhaupt sagt man, dass sich die Franzosen bei Pinkafeld ordentlich benommen haben.
Der Erste Weltkrieg brachte einerseits Leid für die Bevölkerung, bescherte aber der Pinkafelder Textilindustrie infolge von Aufträgen des Militärs eine kurze Hochkonjunktur.

### Religion

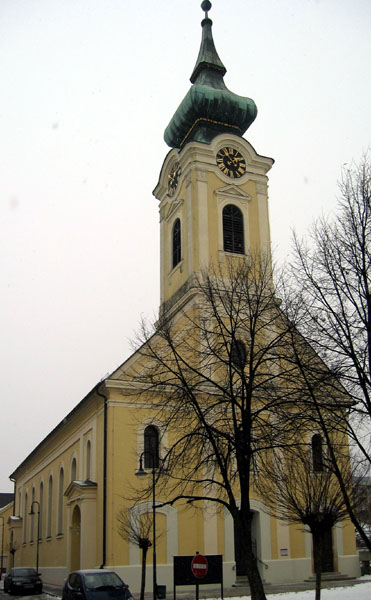
Evangelische Kirche, 1785 fertig gestellt

Nach der Übernahme durch die Grafen Batthyány erfolgte die Rekatholisierung der Gemeinde, es gab aber weiterhin eine beträchtliche Zahl von Protestanten in Pinkafeld. Ab 1777 gehörte die römisch-katholische Pfarre Pinkafeld zur Diözese Steinamanger. 1808 wurde das Dekanat Pinkafeld errichtet.

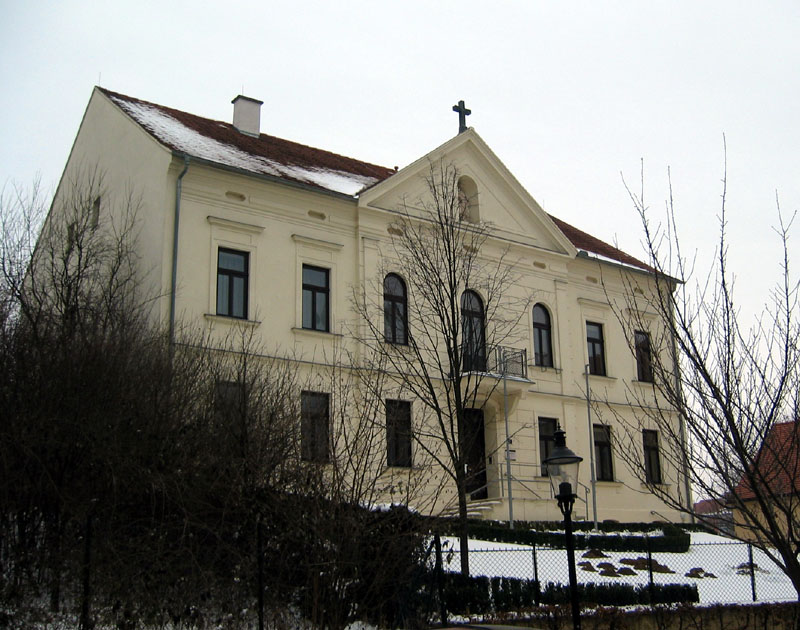
Pfarrhof

Im Jahre 1852 stiftete Grafin Franziska Batthyány ein Kloster und berief zu diesem Zweck die Barmherzigen Schwestern nach Pinkafeld. 1856 entstand im Kloster eine Pfarrmädchenschule, die bis 1967 bestand.
Der noch heute bestehende Pfarrhof der katholischen Kirche wurde 1910 errichtet.

### Hexenprozesse und Hochgerichtsbarkeit
1688 fand vor dem Pinkafelder Hochgericht ein Hexenprozess gegen die „alte Thurl“ statt, der man unter anderem vorwarf eine Kuh verzaubert zu haben und das Glockenseil der Kirche mit Milchrahm beschmiert zu haben. Der Prozess endete mit der Justifizierung der Angeklagten durch den Freimann von Güns in Pinkafeld. Auch die beiden Hexenprozesse 1699 endeten mit der Verurteilung zweier Frauen, nämlich Veronica Samerin, die gestand sie habe sich mit dem Teufel eingelassen, und Rosina Hörbmannin, die ebenfalls ein Geständnis ablegte. Ob die beiden Frauen schlussendlich hingerichtet wurden, ist nicht bekannt. Im Stadtarchiv Pinkafeld sind die Akten zu den Verhören und Aussagen von Zeugen im Rahmen dieser Hexenprozesse erhalten. Es sind dies die einzigen erhaltenen Originaldokumente von Hexenprozessen im heutigen Burgenland.
In den Jahren 1776 bis 1780 wurde die ganze Gegend von einer Räuberbande in Aufregung gehalten. Die Bande hatte sämtliche Zufahrtsstraßen nach Pinkafeld gesperrt und die Bevölkerung zu Tributzahlungen in Form von Naturalien und Geld gezwungen. Die Diebesbande wurde schließlich von einer Abteilung Husaren überrumpelt, die der Bevölkerung von der Komitatsbehörde zu Hilfe geschickt wurde. Der Bande wurde in Pinkafeld der Prozess gemacht. Zwei Männer büßten mit dem Tod am Galgen, eine Frau mit dem Tod durch das Schwert.
Eine weitere Räuberbande, die Stradafüßler unter ihrem Anführer Nikolaus Schmidhofer alias Holzknechtseppl, terrorisierte ab 1822 das Grenzgebiet zwischen der Steiermark, Niederösterreich und dem Burgenland derart, dass sich sogar Kaiser Franz II./I. 1826/27 genötigt sah, eine Kommission im Schloss Batthyany einzusetzen, um das Treiben der Verbrecherbande zu beenden. Auch in diesem Fall war Pinkafeld der Schauplatz der Vollstreckung des Todesurteiles an insgesamt vier Bandenmitgliedern.

### Wirtschaft
1645 wird erstmals der Ziegelofen der Herrschaft in Pinkafeld erwähnt, der bis ins späte 18. Jahrhundert betrieben wurde und im 18. Jahrhundert eine gewisse Konkurrenz durch den Ziegelofen der Gemeinde Pinkafeld erhielt. Im Lauf des 17. Jahrhunderts waren die Zünfte des Burgenlandes in Bezug auf Rohstoffquellen und Bodenschätze regional verschieden stark vertreten. In Pinkafeld (wie auch in Lockenhaus und Rechnitz) waren die Tuchmacher zahlenmäßig vorherrschend. Die Tuchmacherei in Pinkafeld und Güns wurde später auch von Maria Theresia und ihrem Sohn Kaiser Josef II. gefördert. Seit dem 17. Jahrhundert (vielleicht schon seit dem Mittelalter) bestand in Pinkafeld ein Eisenhammer. Erzeugnisse dieses Eisenhammers waren vorwiegend Arbeits- und Küchengeräte. Die erste Hälfte des 18. Jahrhunderts war von Privilegienstreitigkeiten mit den Batthyánys geprägt. Die Wirtschaft war im Aufwind.
Um 1700 hatte der Bürger Michael Janos das Bierbrauregal von der Herrschaft gepachtet. Später nahm die Herrschaft die Brauerei wieder in die eigene Verwaltung zurück. Im Pinkafelder Brauhaus wurden jährlich etwa 20.000 Liter Bier erzeugt. Das Pinkafelder Bier wurde in erster Linie in den herrschaftlichen Wirtshäusern in Pinkafeld und Riedlingsdorf abgesetzt. Der Reingewinn nach Abzug der Kosten betrug allerdings nur 200 Gulden Mit der Begründung, sich gegen die Konkurrenz von jüdischen Geschäftsleuten und Händlern zu schützen, schlossen die Pinkafelder Bürger 1840 einen Vertrag, keinem Israeliten das Haus zu verkaufen, und alle Erben und Verkäufer wurden zur Einhaltung dieses Vertrags verpflichtet. 1883 wurde die Pinkafelder Brauerei auf Grund der übermächtigen Konkurrenz der Importbiere endgültig aufgegeben. Adam III. Batthyány erbaute vor 1732 eine Tabakmühle, die allerdings durch die großen Tabakfabriken in St. Gotthard und Fürstenfeld übergroße Konkurrenz hatte. Der Tabak wurde in die Steiermark und nach Österreich geliefert. Das Oberschützener Mineralwasser wurde unter der Bezeichnung Pinkafelder Sauerbrunn gehandelt. Es wurde in schmalen vierkantigen Steingutflaschen abgefüllt und vor allem in Wien in großen Mengen getrunken. 1784 wurde vom Komitats-Chyrurgen Adam Edenhofer die Salvator-Apotheke gegründet.

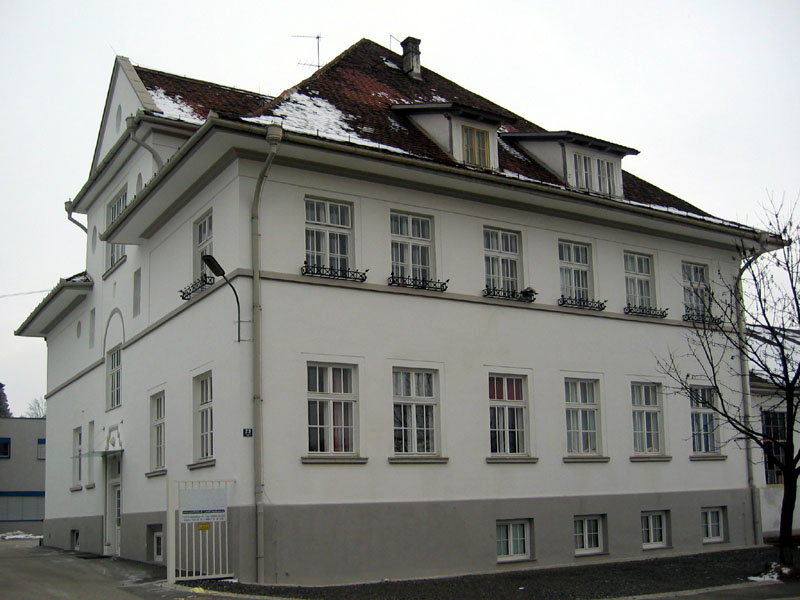
Ehemaliges Fabriksgebäude (damals Firma Hutter & Schrantz) aus dem frühen 20. Jahrhundert

Mit der Gründung der Schafwollen- und Deckenfabrik Alexander Putsch entstand 1878 eines der größten Unternehmen in der Region. Im selben Jahr schlossen sich die Pinkafelder Tuchmachermeister zu einer Genossenschaft zusammen. Eine große Bestellung aus Bukarest im Jahr 1889 brachte der Pinkafelder Tuchmachergenossenschaft erheblichen Aufschwung.
Mitte des 19. Jahrhunderts befanden sich in den mehr als 40 Pinkafelder Zünften 661 eingetragene Meister, von denen 282 von auswärts als Landesmeister inkorporiert waren. Pinkafelds Handwerk erlebte seine höchste Blütezeit. Der Wandel vom Handwerk zur Industrie vollzog sich in Pinkafeld im letzten Drittel des Jahrhunderts, im Zeitalter der industriellen Revolution. Aus Tuchwalken entstanden Textilfabriken, dem Lederhandwerk folgten eine Lederfabrik und die Gerberei. Zum wirtschaftlichen Wohlstand trugen auch die Brauerei, Pechfabrik, Zündholzfabrik, Papiermühle und der Eisenhammer bei.

### Brände
Zu Beginn des 19. Jahrhunderts wurde die Stadt das Opfer einer Serie von verheerenden Bränden. Die beiden Brände im Jahre 1808 wurden zuvor durch anonyme Schreiben angekündigt. Beim zweiten brannten 22 Häuser ab. Jeweils drei Häuser fielen in den Jahren 1819 und 1812 Bränden zum Opfer. 1815 standen 36 Häuser in Flammen. Doch am schlimmsten war das Feuer 1817. Am 2. Februar brannte bis auf wenige Häuser die ganze Stadt ab und es gab zehn Tote. In diesem Jahr konnte der Brandstifter entdeckt werden, es soll ein vierzehnjähriger Bursche gewesen sein. Die Aufschrift Zacharias Werners an der Mariensäule erinnert noch heute an diese schrecklichen Ereignisse. Im Lauf der Zeit wurde die Stadt von zahlreichen Bränden heimgesucht. Die eng aneinander gebauten Holzhäuser mit ihren Strohdächern waren besonders gefährdet. Die Feuerkommissare der Gemeinde waren aufgrund der Pinkafelder Feuerlöschordnung mit der Aufgabe betraut, die Häuser zu inspizieren und dabei auf das Hantieren mit offenem Licht, die Verwahrung von Asche, das Flachsdörren, Schweineabsengen, Fettauslassen und einiges mehr zu achten. Auch hatten sie die Löscheinrichtungen wie Wasserschaff, Feuerstange und Eimer zu kontrollieren. Dennoch kam es immer wieder zu verheerenden Brandausbrüchen, nicht zuletzt weil die Bevölkerung die Feuerschutzmaßnahmen regelmäßig missachtet hatte. Am 28. August 1871 wurde die Freiwillige Feuerwehr in Pinkafeld gegründet. Sie war die zweite Freiwillige Feuerwehr im Eisenburger Komitat, dem Pinkafeld damals angehörte, und sie ist die älteste des heutigen Burgenlandes.

### Die Revolution 1848
Die im Jahr 1848 aufkeimende Revolution fand auch in Teilen der Pinkafelder Bevölkerung Zustimmung. Das in Pinkafeld stationierte kaisertreue Heer ging allerdings gegen aufständische Ungarn in Oberwart vor, indem es Rädelsführer züchtigte, ihre Häuser plünderte und dem Ort 20.000 Gulden Brandsteuer auferlegte. Als Folge der Revolution kam es zur so genannten Bauernbefreiung und zur Grundentlastung, womit auch die Grundherrschaft der Batthyány in Pinkafeld ein Ende nahm. Die Batthyány wurden Großgrundbesitzer und aus deren ehemaligen Untertanen wurden freie Staatsbürger. Die Revolution brachte aber auch das Ende der Pinkafelder Blutgerichtsbarkeit und den allmählichen Verlust der Vorrechte des privilegierten Marktes Pinkafeld. 1849 wurde die Verwaltung in Ungarn neu gegliedert. Ab diesem Jahr war Pinkafeld mit dem neu entstandenen k.k. Bezirkskommissariat Pinkafeld Vorort für 50 Siedlungen. Nach einer neuerlichen Verwaltungsreform wurde 1954 Oberwart zum Bezirksvorort. Pinkafeld behielt zwar weiterhin den Titel „Privilegierter Markt“, aber die Gemeindeautonomie wurde eingeschränkt.

### Zeitgeschehen
Im Jahre 1877 kam Licht in die Stadt, indem die Beleuchtung des Ortes mittels Petroleumlampen installiert wurde. Am 16. Dezember 1888 wurde die Lokalbahn Steinamanger–Altpinkafeld (Pinkatalbahn) feierlich in Betrieb genommen. 1894 wurde der römisch-katholische Gesellenverein Pinkafeld (die heutige Kolpingsfamilie) gegründet.
Seit dem Österreichisch-Ungarischen Ausgleich von 1867 gehörte Pinkafeld zur k.u.k. Doppelmonarchie Österreich-Ungarn. Bereits Ende des 18. Jahrhunderts wurden die nationalistischen Tendenzen der verschiedenen Volksgruppen immer stärker. Die Ungarn reagierten und agierten mit der heute so genannten Magyarisierung, die sich durch mehr oder minder großen Druck auf die nichtungarischen Bevölkerungsteile (zum Beispiel Kroaten, Slowaken, Deutsche), sich in die ungarische Nation zu assimilieren, äußerte. Eine dieser Magyarisierungsmaßnahmen war das Gesetz Nr. IV/1898 „über die Gemeinde- und sonstigen Ortsnamen“, das besagte, dass jede Gemeinde nur einen amtlichen Namen in ungarischer Sprache besitzen dürfe, der vom ungarischen statistischen Zentralamt festgelegt wurde. Auf Basis dieses Gesetzes durfte ab 1898 für Pinkafeld nur mehr der ungarische Ortsname Pinkafő verwendet werden.
Bereits seit 1912 gibt es den Pinkafelder Fußballverein SC Pinkafeld, dessen erster Präsident Franz Ulreich und erster Gönner die Firma Hutter & Schrantz gewesen ist.

## 1918 bis zum Ende des Zweiten Weltkriegs

### Zwischenkriegszeit

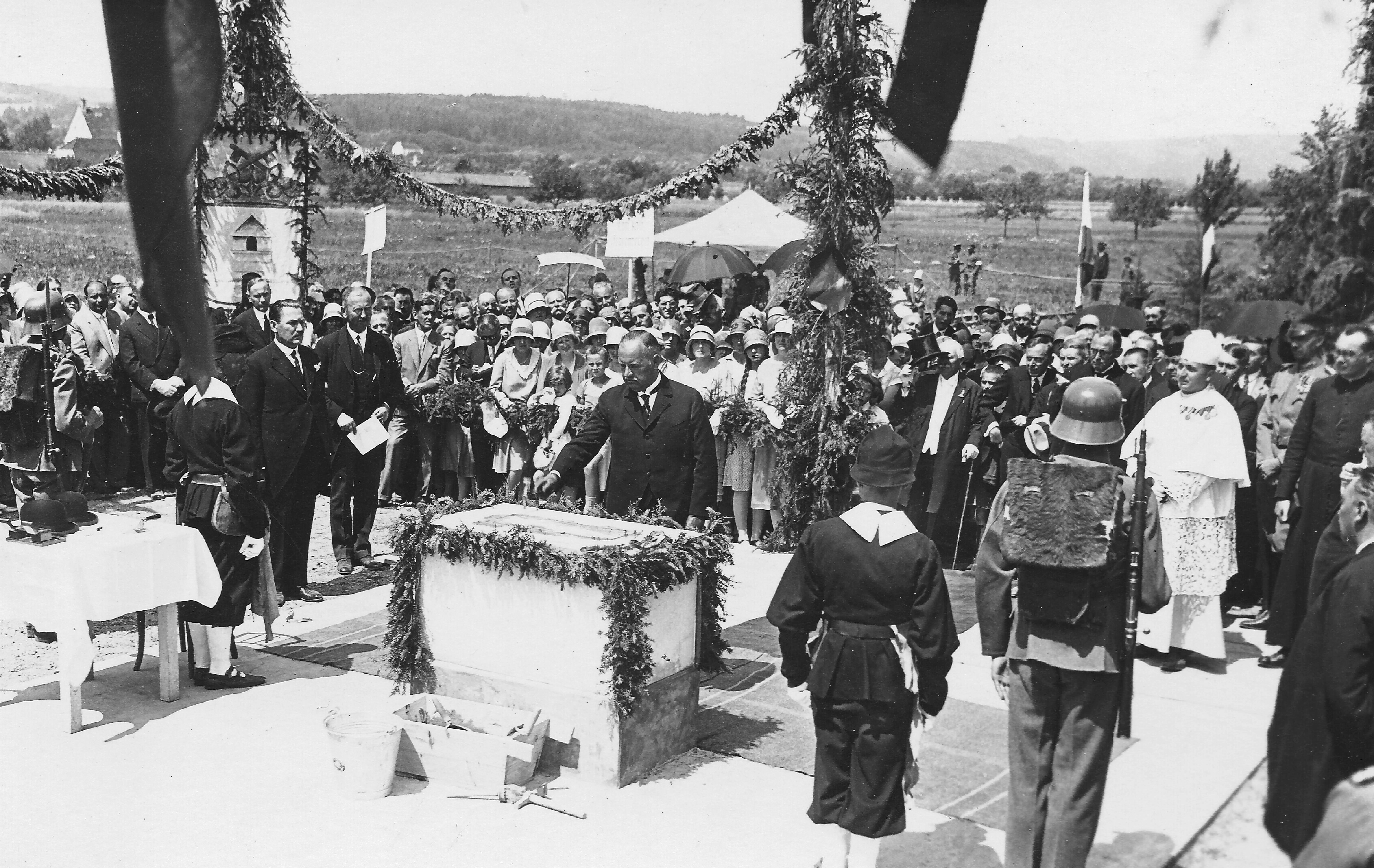
Verteidigungsminister Carl Vaugoin bei der Grundsteinlegung der Kaserne am 21. Juli 1929

1918 endete der Erste Weltkrieg. In der kurzen Zeit der ungarischen Räterepublik unter Béla Kun von April bis Juli 1919 kam es in Pinkafeld zu Kommunalisierungen, die später wieder rückgängig gemacht wurden. 1919 wurde mittels der Friedensverträge von St. Germain und Trianon die geographische und politische Neuordnung des unterlegenen Österreich-Ungarns festgelegt. Die beiden Länder wurden getrennt und erheblich verkleinert. Deutsch-Westungarn und damit Pinkafeld wurde der neu gegründeten Republik Österreich zugesprochen. Seit Inkrafttreten der beiden Friedensverträge im Jahr 1920 gehört Pinkafeld rechtmäßig zu Österreich und eine über tausendjährige überwiegende Zugehörigkeit zum Königreich Ungarn fand sein Ende.
Der ehemalige Kaiser Österreich-Ungarns Karl I. startete im Jahre 1921 zweimal Restaurationsversuche in Ungarn. Einmal davon führte sein Weg Richtung Budapest per Kutsche über Pinkafeld, wo er im ehemaligen Hotel Lehner abstieg.
Beide Versuche scheiterten.
Die Ungarn, für die der Vertrag von Trianon zum Teil bis heute als Schmach und Demütigung gilt, waren mit dem Verlust Deutsch-Westungarns allerdings nicht einverstanden. Sie versuchten daher auf politischer Ebene gegenzusteuern. 1921 bildeten sich unter Duldung der ungarischen Regierung ungarisch-nationalistische Freischärlerverbände. Die Österreichische Gendarmerie, die im August 1921 mit der Landnahme im Burgenland beauftragt wurde, geriet vielerorts in Hinterhalte der ungarischen Freischärler. In Pinkafeld kam es zu Kämpfen zwischen der Kolonne 7 mit 202 Gendarmen und 22 Zollwachebeamten und den Freischärlern. Die Gendarmerie musste sich schließlich wieder zurückziehen und ihre Mission vorzeitig beenden. Erst am 5. Dezember wurde nach Erhöhung des internationalen politischen Drucks auf die Regierung in Budapest das Burgenland endgültig an die Republik Österreich übergeben (siehe auch Geschichte des Burgenlandes). Der Anschluss an Österreich führte aber auch zu wirtschaftlichen Problemen für die Stadt, da mit dem Anschluss die Absatzmärkte im Osten verloren gingen.
1924 wurde die Herrschaft Pinkafeld verkauft und die Tuchmacher kauften die Betriebsobjekte auf, die sie zuvor von der Herrschaft gepachtet hatten. Am 25. Jänner 1925 wurde die Eisenbahnverbindung zwischen Altpinkafeld und Friedberg als Verlängerung der Lokalbahn Steinamanger – Altpinkafeld eröffnet. Über die Wechselbahn und Aspangbahn war Pinkafeld nunmehr mittels einer durchgehenden Eisenbahnstrecke mit der österreichischen Hauptstadt Wien verbunden. Mit der Eingliederung in das österreichische Eisenbahnnetz und der Gründung weiterer Textilfabriken erholte sich die Pinkafelder Wirtschaft.
Auch die Errichtung der Jägerkaserne wirkte sich positiv auf die wirtschaftliche Entwicklung Pinkafelds aus. Der Grundsteinlegung am 21. Juli 1929 wohnte auch der Verteidigungsminister Carl Vaugoin bei, der sich im Vorfeld für die Errichtung der Kaserne eingesetzt hatte und deswegen zum Ehrenbürger ernannt wurde.
Am 30. April 1925 machte der burgenländische Landtag Eisenstadt zum „Sitz der Landesregierung“. Neben Eisenstadt waren auch Pinkafeld und Sauerbrunn Kandidaten gewesen. Pinkafeld erhielt sieben der 37 Stimmen. Auf Grund seiner rechtlichen und wirtschaftlichen Bedeutung in der Vergangenheit wurde der ehemals „Privilegierte Markt“ Pinkafeld in der Zeit des Ständestaats im Jahr 1937 zur Stadt erhoben. Die Weltwirtschaftskrise in den 1930er Jahren stoppte auch den Pinkafelder Wirtschaftsaufschwung.

### Während des Zweiten Weltkrieges
Mit dem Einmarsch deutscher Truppen am 12. März 1938 erfolgte der Anschluss Österreichs an das Nationalsozialistische Deutsche Reich. Österreich existierte damit nicht mehr als souveräner Staat und wurde auf Betreiben Hitlers in „Ostmark“, 1942 schließlich in „Donau- und Alpenreichsgaue“ umbenannt. Das Burgenland wurde auf die Reichsgaue Niederdonau und Steiermark aufgeteilt. Pinkafeld kam gemeinsam mit den südlichen Bezirken Oberwart, Güssing und Jennersdorf zur Steiermark. Am 1. September 1939 marschierten deutsche Truppen in Polen ein. Der Zweite Weltkrieg hatte begonnen.
Der Schulchronik des Pinkafelder Lehrers Ferdinand Seper können folgende Informationen über die Zeit des Nationalsozialismus in Pinkafeld entnommen werden:

„Am 18. März 1938 fand in Pinkafeld eine Anschlussfeier statt. Am 20. April 1938 feierte man den Geburtstag des Führers Adolf Hitler, anschließend war schulfrei. Am 31. Mai 1938 fand in der Hauptschule eine außerordentliche Konferenz über die Säuberung der Schüler- und Lehrerbücherei von deutschfeindlichen Werken statt. Der Kampf der Nationalsozialisten gegen die Religionsgemeinschaft findet ebenfalls in der Schule seinen Niederschlag. Im Schuljahr 1940/41 werden die Priester aus der Schule verbannt. Ab dem Schuljahr 1941/42 findet in der Schule überhaupt kein Religionsunterricht mehr statt. Die Themen von Schularbeiten wie ‚Des Führers Feuertaufe aus Mein Kampf‘ spiegelten den politischen Wandel wider. Ein Lehrer führte seine Klasse wenige Monate vor Kriegsausbruch nach Berchtesgaden. Die Werbung für verschiedene Gruppen der Hitler-Jugend wurde durch zwei aufgabenfreie Nachmittage gefördert. Die Lehrer hatten mit Kriegsbeginn (September 1939) mindestens eine Viertelstunde der Besprechung der politischen Tagesereignisse zu widmen und im Geschichtsunterricht insbesondere die jüngste Vergangenheit und die Aufgaben der Gegenwart eingehend durchzunehmen. Die Schüler hatten ihre Ahnentafel und die Anschrift aller im Ausland lebenden Verwandten in der Schule abzuliefern. 1943 wurde in der Hauptschule ein Kellerraum „abgepölzt“ und mit langen Bänken ausgestattet. Der Raum sollte als Luftschutzraum dienen. Da er aber zu klein war, wurde verfügt, dass die Kinder aus dem verbauten Ortsbereich bei Fliegeralarm nach Hause zu schicken sind. Über dem bebauten Gebiet Pinkafelds gab es keinen Bombenabwurf. Aus gefährdeten Gebieten kamen evakuierte Familien nach Pinkafeld.“

Anfang März 1940 kam der aus Bad Saulgau stammende Joseph Ruf nach Pinkafeld. Ruf gilt als einer der wenigen namentlich bekannten religiös motivierten katholischen Kriegsdienstverweigerer des Zweiten Weltkriegs. Er absolvierte in Pinkafeld seine Grundausbildung, verweigerte aber den Fahneneid auf Adolf Hitler und wurde dafür am 10. Oktober 1940 im Zuchthaus Brandenburg-Görden hingerichtet. Im Kampf gegen den Nationalsozialismus formierten sich im Burgenland einige Widerstandsgruppen. Im Süden war dies unter anderem die Gruppe Pinkafeld-Tauchen-Oberwart-Stegersbach.
Am 6. April 1941 begann der Balkanfeldzug, der zur deutschen Besetzung von Jugoslawien und Griechenland führte. Am 7. April starteten im Morgengrauen 23 Bristol-Blenheim-Bomber des 8. Bomber-Regiments der jugoslawischen Luftwaffe, um Vergeltungsangriffe auf mehrere Ziele in Österreich zu fliegen. Zwei dieser Maschinen bekamen Pinkafeld als Ziel zugewiesen. Aufgrund des schlechten Wetters konnten sie die Stadt aber nicht finden und kehrten daher unverrichteter Dinge um und landeten zwei Stunden später wieder unversehrt auf ihrem Heimatflughafen.
Nur wenige Kilometer von Pinkafeld entfernt musste wenige Stunden später eine andere Maschine des 8. Bomber-Regiments notlanden, die als Auftrag eigentlich Feldbach zugewiesen bekommen hatte. Aufgrund des schlechten Wetters und unzureichender Ausrüstung hatte sie aber den Militärflughafen Wiener Neustadt angegriffen und war dort von der Flugabwehr so stark beschädigt worden, dass sie unterwegs, etwa fünf Kilometer südöstlich von Pinkafeld, notlanden musste.
Der Bahnhof von Altpinkafeld war mehrmals das Ziel von alliierten Jagdbomberangriffen. Bei einem dieser Angriffe wurde ein kleiner Junge durch ein Geschoss der Bordkanone getötet. Der Bursche hatte mit einigen Freunden die Flak-Soldaten, die den Bahnhof vor Tieffliegerangriffen schützen sollten, besucht und sich nicht mehr rechtzeitig hinters schützende Bahnhofsgebäude retten können. Am 10. Mai 1944 wurde im Luftraum über Pinkafeld ein amerikanischer Boeing B-17-Bomber abgeschossen. Acht von zehn Besatzungsmitgliedern gelang es aus der brennenden Maschine mit dem Fallschirm abzuspringen. Sie gingen in den Ortschaften rund um Pinkafeld nieder und wurden gefangen genommen.
Vierzehn Tage später stürzte gegen zwölf Uhr eine deutsche Jagdmaschine, die von einem amerikanischen Flugzeug abgeschossen wurde, am Lamplfeld an der Grenze zwischen Pinkafeld und Riedlingsdorf ab und schlug einen tiefen Krater ins Gelände. Der Pilot konnte sich retten und sprang mit dem Fallschirm ab.
Das Pinkafeld-Feldjägerbataillon wurde in die deutsche Wehrmacht eingegliedert. Pinkafelds Männer zogen in den Krieg. Viele von ihnen sind gefallen oder kamen in Kriegsgefangenschaft. Als die Rote Armee näher rückte, wurden zahlreiche Pinkafelder Frauen und Männer zur Errichtung von Grenzwällen in Schachendorf und Rechnitz sowie eines Panzergrabens südlich von Riedlingsdorf herangezogen, darunter serbische Muslime, die in der Hauptschule untergebracht waren.
Am Gründonnerstag, dem 5. April 1945, marschierten sowjetische Truppen in Pinkafeld ein. Vor dem Einmarsch der Roten Armee war die Pinkabrücke in der Bruckgasse von der deutschen Wehrmacht gesprengt worden, wodurch eine große Zahl der angrenzenden Häuser demoliert wurde. Im Haus Edenhöfer am Hauptplatz (damals hieß er Adolf-Hitler-Platz) wurde eine sowjetische Kommandantur errichtet. Der sowjetische Kommandant ernannte den damaligen Gemeindekassier Josef Hofmeister zum Bürgermeister. Am 7. Mai 1945 bot der von Hitler als dessen Nachfolger bestimmte Dönitz den Alliierten die bedingungslose Gesamtkapitulation an, die zwei Tage später in Kraft trat. Damit war der Zweite Weltkrieg beendet.

## Nachkriegszeit bis zur Gegenwart
Von 1945 bis 1955 befand sich Pinkafeld in der sowjetischen Besatzungszone. Die zu Ende des Krieges zerstörte Pinkabrücke wurde 1950 wiedererrichtet. 1954 wurden die Pinkafelder Stadtspiele eingeführt, die sich jedoch nicht als ständige Einrichtung erhalten konnten. Einen ersten Schritt Richtung Schulstadt wollte man im Jahre 1956 setzen, als man sich vergeblich um die Errichtung einer Handelsakademie bemühte. Im Jahr 1960 wurde anlässlich der 1100-Jahr-Feier der Stadtgemeinde das SOS-Kinderdorf Pinkafeld gegründet, das circa 70 Kinder beherbergt. Es liegt auf einer Anhöhe mit schönem Ausblick auf die Stadt. 1993 wurde mit dem SOS-Jugendhaus in der Siemensstraße eine Einrichtung für die älteren Kinder eröffnet. Es bietet 16 Betreuungsplätze für Mädchen und Burschen ab dem 13. Lebensjahr. 1960 wurde außerdem der Sportfliegerklub Pinkafeld gegründet. Im selben Jahr erfolgte durch den österreichischen Bundespräsidenten Adolf Schärf und den Gründer der SOS-Kinderdörfer Hermann Gmeiner im Zuge der 1100-Jahr-Feier Pinkafeld die Grundsteinlegung zum SOS-Kinderdorf in Pinkafeld. Die ersten Häuser des Kinderdorfs wurde 1963 besiedelt. Der Pinkafelder Eisteich nahm 1965 seinen Betrieb auf.

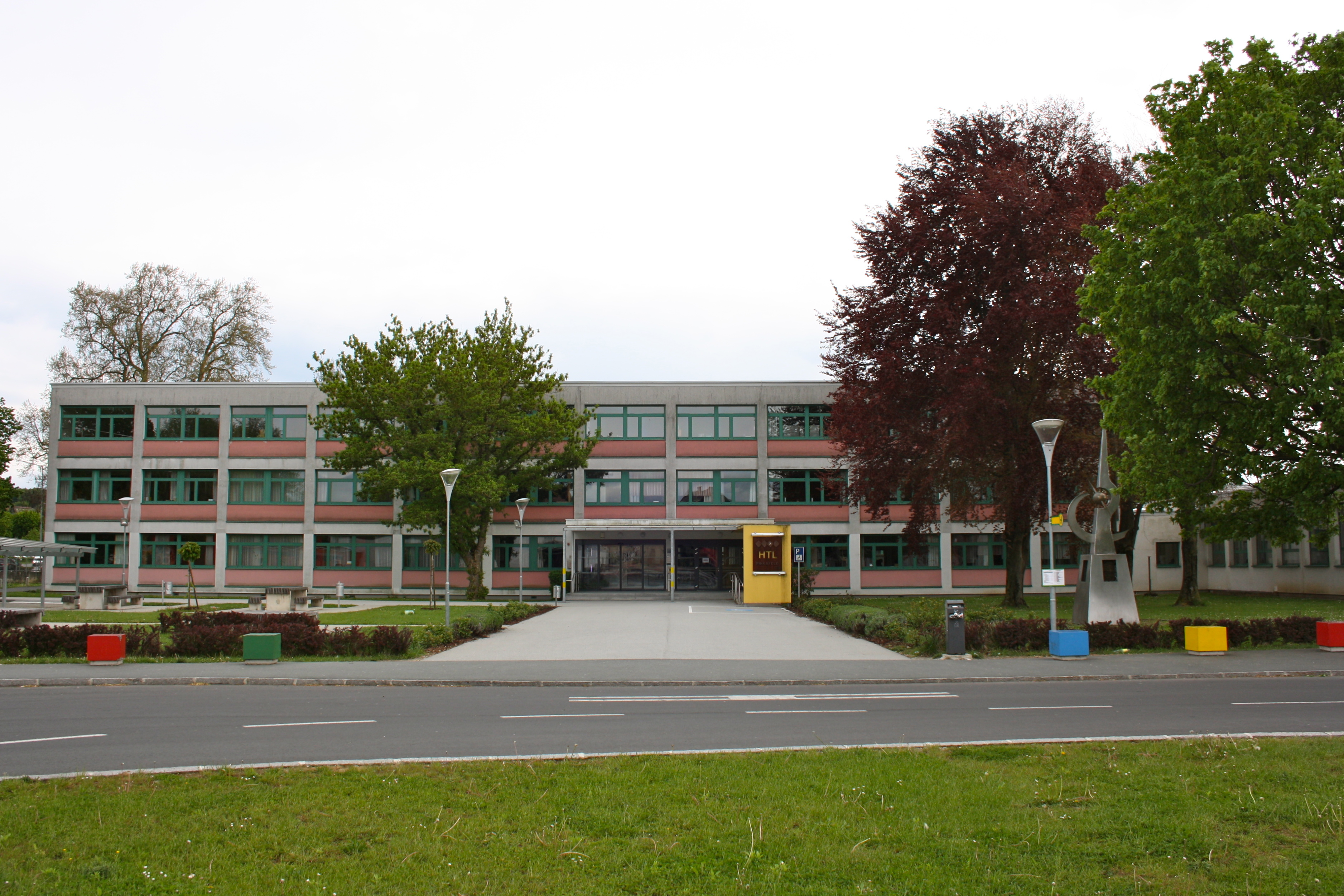
HTBL Pinkafeld

Einen entscheidenden Markstein auf dem Weg zur Schulstadt stellte die Gründung der HTBL Pinkafeld im Jahr 1967 dar. 1970 erfolgte per Landesgesetz die Eingemeindung von Hochart in die Gemeinde Pinkafeld. Ebenfalls 1970 wurde der Kindergarten im SOS-Kinderdorf in Betrieb genommen. Die europäische Textilkrise führte 1966 zur Schließung zweier großer Textilfabriken in Pinkafeld. Aufgrund der schlechten Auftragslage wurde 1970 der traditionsreiche Pinkafelder Familienbetrieb Alexander Putsch liquidiert. 1972 wurden Hauptschule, Hallenbad und eine Mehrzweckhalle für 2000 Besucher im Martinihof, die sogenannte Martinihalle, eröffnet. In der Martinihalle fanden 1978 erstmals Tischtennis-Staatsmeisterschaften in Pinkafeld statt. Zu österreichischen Meistern kürten sich die Wienerin Brigitte Gropper und der Niederösterreicher Erich Amplatz.
Im Jahre 1997 machte die Erotik-Messe auf ihrer internationalen Tour Station in Pinkafeld.
Am 4. Dezember 2002 hat der Gemeinderat einstimmig den entsprechenden Grundsatzbeschluss gefasst, dem Klima-Bündnis beizutreten. 2002 hat Pinkafeld am Europäischen Blumenschmuckwettbewerb Entente Florale Europe teilgenommen und dabei Gold errungen. Im Jahre 2003 erhielt Pinkafeld die Genehmigung eine Hinweistafel mit der Aufschrift „Pinkafeld schönste Stadt Europas 2002“ an der Autobahn zu errichten, die seither an der österreichischen Süd Autobahn aufgestellt ist. 2002 erlangte im traditionell ÖVP-dominierten Pinkafeld erstmals die SPÖ die Mehrheit im Gemeinderat und stellt seither auch den Bürgermeister.
Die Turba-Kaserne, deren Grundsteinlegung am 21. Juli 1929 erfolgte, wurde im Zuge der Sparmaßnahmen des Bundesheeres 2014 an eine Bietergemeinschaft, bestehend aus der Stadtgemeinde Pinkafeld, der Oberwarter Siedlungsgenossenschaft sowie einer Pinkafelder Firma, verkauft.
Eine zweite Siedlungsgenossenschaft verließ das Bieterkonsortium kurz vor Abgabe des Angebotes. Das in der Kaserne stationierte Jägerbataillon 19 war zuvor in die neu ausgebaute Montecuccoli-Kaserne nach Güssing verlegt worden.
Das frei gewordene Areal mit einer Fläche von rund fünf Hektar wurde zwischen den Mitgliedern der Bietergemeinschaft aufgeteilt. Die Stadtgemeinde übernahm einen Teil im Nordwesten des Areals und wird dort ein neues Feuerwehrhaus errichten. Die alten Wohnhäuser der Bundesheerbediensteten im östlichen Teil werden durch Pinkafeld renoviert und auf der Restfläche möchte die Oberwarter Siedlungsgenossenschaft Wohnungen und Doppelhäuser errichten. Der Ortsteil soll bis 2021 fertig sein.[veraltet]

## Siedlungsgeschichte
Ab dem 9. Jahrhundert finden sich Siedlungszellen im Bereich der heutigen katholischen Kirche. Im Hochmittelalter schloss sich an diesen Bereich eine Marktsiedlung mit kleinstädtischen Formen an. Es befanden sich Häuser auf beiden Seiten des Hauptplatzes und der Bruckgasse sowie auf beiden Seiten der Hauptstraße und in den Quergassen (Am Platzl, Kreuz- und Mariengasse, Rathner- und Kirchengasse). Ein Siedlungsteil, der im 17. Jahrhundert Neustift genannt wurde, befand sich entlang des Mühlkanals, der beim Wehrwinkel aus der Pinka abgeleitet wurde, im Gelände zwischen Hauptstraße und Pinkaarm verlief und sich beim Meierhofgelände wieder mit der Pinka vereinigte. In Neustift befanden sich vor allem Hofstätten und Gewerbebetriebe wie Mühlen, Ledererwerkstätten und dergleichen. Der Marktplatz (heute Hauptplatz) soll im Mittelalter ein verzerrter Rechteckplatz und im Spätmittelalter zu zwei Drittel verbaut gewesen sein. In der Neuzeit erfolgte eine Siedlungserweiterung in südlicher Richtung mit Ausrichtung auf das im 17. Jahrhundert errichtete Schloss Batthyány.